# Субботним вечером в Свердловске
«Субботним вечером в Свердловске» — второй альбом советской и российской рок-группы «Чайф» 1986 года, в записи которого приняли участие известные свердловские рок-музыканты. Именно с него о группе широко узнали за пределами Свердловской области.
В записи приняли участие Вячеслав Бутусов, Дмитрий Умецкий, Альберт Потапкин, Егор Белкин, Владимир Огоньков, Алина Нифантьева и другие известные свердловские рок-музыканты. Оригинальная запись этого действа долгое время считалась утерянной. Впоследствии группа пыталась найти хотя бы наиболее качественную копию для её реставрации и последующего издания.

## Композиции
Автор всех композиций — Владимир Шахрин, кроме указанной особо
1. Он сам — 3:10
2. Реклама — 3:38
3. Я правильный мальчик — 2:54
4. Италия — 4:13
5. Легенда о былых мужьях — 2:03
6. Совет — 2:39
7. Пиво — 1:58
8. Ты сказала — 3:34
9. Зинаида (В.Бегунов — Д.Федотов) — 3:17

## Музыканты

### Чайф
- Владимир Шахрин — гитара, гармоника, вокал
- Владимир Бегунов — гитара, бас-гитара, вокал

### Приглашённые музыканты
- Антон Нифантьев — бас-гитара, бэк-вокал
- Дмитрий Умецкий — бас-гитара, бэк-вокал
- Егор Белкин — гитара
- Владимир Огоньков — гитара, колокольчики
- Виталий Владимиров — тромбон
- Владимир Назимов — барабаны
- Альберт Потапкин — барабаны
- Владимир Маликов — барабаны
- Вячеслав Бутусов — бэк-вокал
- Алексей Густов — бэк-вокал
- Алина Нифантьева — бэк-вокал
- Андрей Матвеев — бэк-вокал
- Леонид Порохня — запись и сведение
- Дмитрий Константинов — оформление[1]

Выпуск альбома на компакт-диске группой не планируется, некоторые песни были перезаписаны позднее для акустической серии «Оранжевое настроение».
| «Оранжевое настроение»    | «Оранжевое настроение II»          | «Оранжевое настроение IV»                 | «Оранжевое настроение V»                        |
| ------------------------- | ---------------------------------- | ----------------------------------------- | ----------------------------------------------- |
| - Ионсам - Пиво - Зинаида | - Ты сказала под названием Скотина | - Италия - Реклама под названием Ля-ля-ля | - Легенда о былых мужьях - Я правильный мальчик |